# 34236 Firester
34236 Firester è un asteroide della fascia principale. Scoperto nel 2000, presenta un'orbita caratterizzata da un semiasse maggiore pari a 2,8875307 au e da un'eccentricità di 0,0380070, inclinata di 2,84528° rispetto all'eclittica.